# نبرد دریای جاوه
نبرد دریای جاوه نبردی است در جنگ جهانی دوم که در تاریخ ۲۷ فوریه سال ۱۹۴۲ در دریای جاوه میان متفقین و امپراتوری ژاپن روی داد که با پیروزی ارتش امپراتوری ژاپن و اشغال هند شرقی هلند به پایان رسید.